# اسکار رودریگوئز (بازیکن فوتبال، زاده ۱۹۸۰)
اسکار رودریگوئز (انگلیسی: Óscar Rodríguez؛ زادهٔ ۱۷ آوریل ۱۹۸۰) بازیکن فوتبال اهل اسپانیا است.
از باشگاه‌هایی که در آن بازی کرده‌است می‌توان به باشگاه فوتبال رئال وایادولید، باشگاه فوتبال سویا، و باشگاه فوتبال هنگ کنگ رنجرز اشاره کرد.